# کرتا (ویرجینیای غربی)
کرتا (به انگلیسی: Caretta) یک منطقهٔ مسکونی در ایالات متحده آمریکا است که در شهرستان مک‌داول، ویرجینیای غربی واقع شده‌است.